# نیل موریسی
نیل موریسی (انگلیسی: Neil Morrissey؛ زادهٔ ۴ ژوئیهٔ ۱۹۶۲) بازیگر و صداپیشه اهل بریتانیا است. وی از سال ۱۹۸۳ میلادی تاکنون مشغول فعالیت بوده‌است.
از فیلم‌ها یا برنامه‌های تلویزیونی که وی در آن نقش داشته‌است، می‌توان به آدمکشان میدسامر، مرگ در بهشت، همسایگان، اسکینز، باب معمار، مردان کج‌رفتار، باونتی، مدیر شب و بیمارستان گود کارما اشاره کرد.